# Feng shan

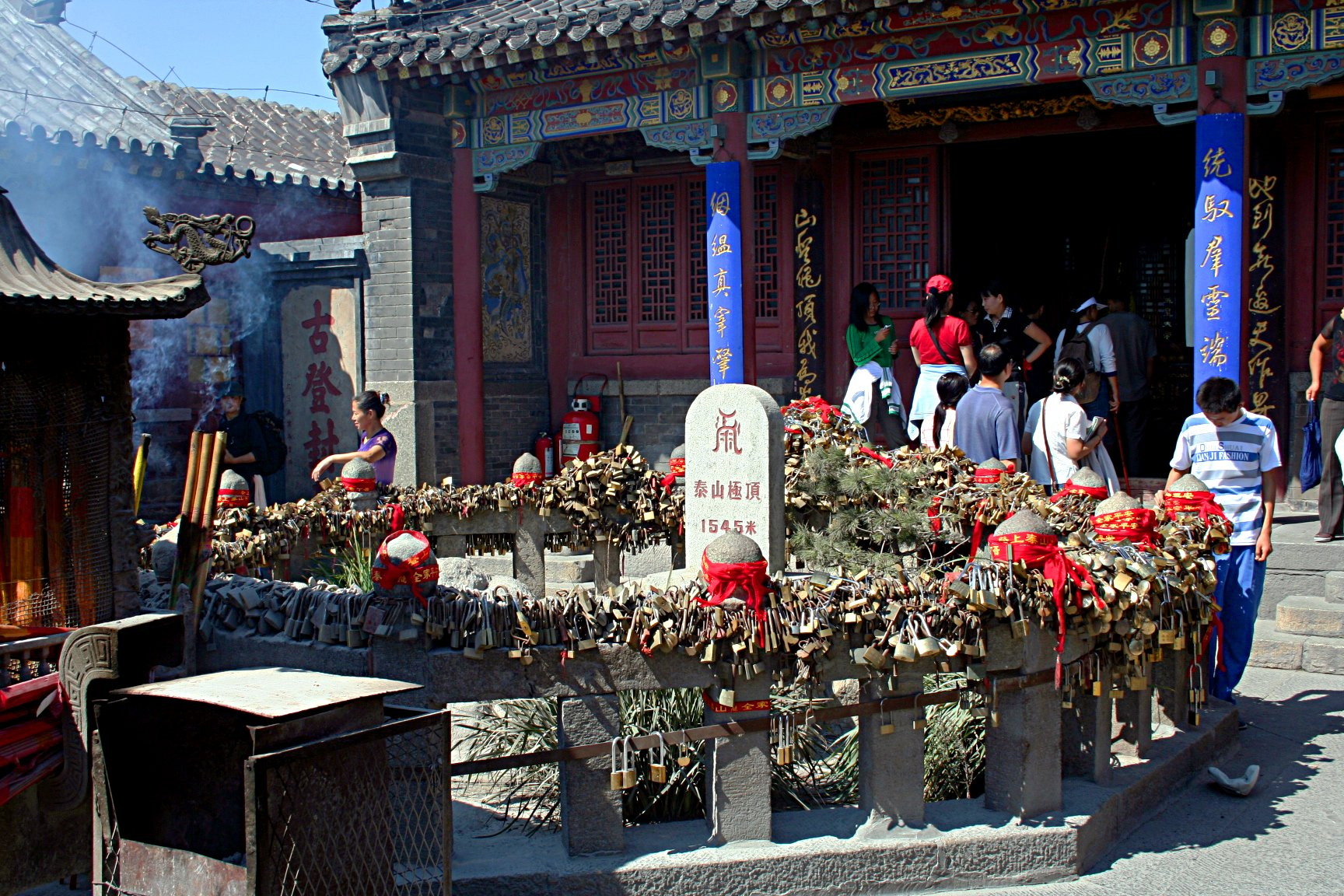
Jadekeizerpiek, de top van de Taiberg

Feng shan was een ritueel uitgevoerd door de "zoon van de hemel" (de keizer) in het oude China. De ceremonie werd meestal uitgevoerd in de open lucht en bestond uit twee delen: op de top van de Taishan (Feng), waarbij een bericht voor de hoge goden werd begraven, en 40 km verder nabij Xintai (Shan). De ceremonie zou ontstaan zijn aan het einde van de periode van de Strijdende Staten, hoewel de details ingevuld zouden zijn door de eerste keizer, Qin Shihuang, en zijn ministers.
Het ritueel werd slechts zelden uitgevoerd, enkel door heersers die wilden benadrukken dat zij het hemelse mandaat hadden. De ceremonie was zo zeldzaam, dat het niet opgenomen werd in de geschriften van Confucius over de uit te voeren rituelen.
Volgens de Shiji zouden 72 keizers het ritueel hebben uitgevoerd, maar hier zijn geen namen van historische figuren voor bekend, waardoor dit betwijfeld wordt. In de Guanzi wordt wel de lokale held Wuhai vermeld, alsook mythische figuren als Fuxi, de Gele Keizer, en mythologische keizers Zhuanxu, Diku en Shun.
De eerste historische figuur die de ceremonie uitvoerde was tevens China's eerste keizer: Qin Shihuang, gevolgd door de Hankeizer Wu. Daarna duurde het nog zo'n 600 jaar alvorens het opnieuw uitgevoerd werd, ditmaal door de derde keizer van de Tangdynastie, keizer Gaozong, in het jaar 666. Het was allicht echter zijn vrouw, keizerin Wu, die hierachter zat. Betogende dat de hemel mannelijk (Yang) en de aarde vrouwelijk (Yin) was, greep zij de kans om het ritueel ten dele zelf te kunnen uitvoeren, wat haar macht, en de status van vrouwen in het algemeen, versterkte.
Vertegenwoordigers uit Japan, India, het Perzische hof in ballingschap, Goguryeo, Baekje, Silla, de Turken, Khotan, de Khmer en het Umayyadkalifaat waren aanwezig. Het ritueel werd daarna nog uitgevoerd door Tangkeizer Xuanzong (in 725) en Songkeizer Zhenzong (november 1008). 24375 mensen zouden Zhenzong om deze uiterst dure ceremonie verzocht hebben.
Er worden nog jaarlijkse 200 fengshanceremonies uitgevoerd op de Taishan in de Chinese provincie Shandong